# Линтиг
Линтиг (нем. Lintig) — район и поселение города Гестланда в районе Куксхафена, земля Нижняя Саксония, Германия. Бывшая община в объединенной общине Бедеркеза, входившая в состав района Куксхафен до образования Гестланда.
Население составляло 1262 человека (на 31 декабря 2010 года).

## География

### Местоположение
Линтиг расположен в треугольнике Эльба-Везер к юго-востоку от озера Бедеркеза, на востоке Гестланда.

#### Соседние населенные пункты
Внутри границ поселения на востоке — Мекельштедт и Зидлунг. На юге — Гроссенхайн.
На западной границе (с севера на юг) поселения — Бад-Бедеркеза, Кюрштедт, Рингштедт и Хайнмюлен. На восточной общины — Штинштедт, Армсторф и Эберсдорф.

### Размер
Занимает площадь 47,27 км².

## История

### Новейшее время

#### Присоединения
В ходе территориальной реформы в Нижней Саксонии, 1 марта 1974 года ранее независимые общины Гроссенхайн и Мекельштедт были включены в общину Линтиг.
C 8 ноября 2012 года вместе с другими населенными пунктами образовали город Гестланд. Община Линтиг была упразднена.

## Политика

### Местный совет
Муниципальный парламент (нем. Kommunalparlament) поселения и не орган города, называемый „Ortsrat“. Избирается гражданами, проживающими в поселение и одновременно с городским советом. Состоит из семи мест.
Задачи:
- защита интересов поселения;
- содействие процветающему развитию поселения в составе города;
- избирать председателя из своего состава[5].

### Местный мэр
Председатель, называемый „Ortsbürgermeisterin“ /„Ortsbürgermeister“. Избирается местным советом из своего состава.
Обязанности:
- Представлять поселение (основная обязанность);
- Председательствовать на заседаниях местного совета;
- Выполнять административные задачи[5].

Есть также его заместитель.
Действующий местный мэр Хайнц Вильгельм (ХДС). Прошлый —  Фабиан Штеммерман (ХДС).

### Местное и городское деление
Поселение, „Ortschaft“ делится на районы, „Ortsteil“:
- Гроссенхайн;
- Мекельштедт[1];
- Линтиг (главный район, „Hauptort)“.

### Герб
Описание
«Разделенный, спереди в красном серебряное крыло журавля, сзади в серебре выпрямленный, с бородкой, повернутой вправо, красный ключ.».
Пояснение к гербу: Крыло журавля является частью герба дворянского рода „von der Lieth“, владевшего „Lyntge“ в XV веке. Ключ заимствован из герба города Бремена, владевшего поместьем Линтиг до 1654 года, но цвет и положение ключа отличаются.
История
Дизайн муниципального герба Линтига был создан геральдистом и художником по гербам Альбертом де Бадрихайе, создавшим многочисленные гербы в районе Куксхафен.

### Идентификация
Официальный код — 03 3 52 031.

## Достопримечательности

### Сооружения
- Ветряная мельница в Линтиге
- Шлюз Линтиг на судоходном пути Эльба-Везер
- Фахверковое здание

- Голландская ветряная мельница Линтига галерейного типа 1872 года[7].
- Фахверковое здание Линтиг, являющийся памятником архитектуры, построенный в 1806 году[9].